# Östergötlands runinskrifter 25
Ög 25 är en nu försvunnen vikingatida runsten i Söder Mem, Östra Ny socken och Norrköpings kommun.
Peringskiöld och Broocman uppgav att runstenens plats var "I Södre Mems hage", men vart den därefter tagit vägen är oklart. 1907, När Erik Brate letade efter den, verkar den redan sedan länge varit försvunnen. Enligt äldre uppmätningar ska stenens omfång ovan jord ha varit 222 centimeter hög och 191 centimeter bred.

## Inskriften
Translitterering av runraden:
[stuþikʀ × raisti × stain × þonsa × iftiʀ × iarli × buruþur × sin ×]
Normalisering till runsvenska:
Styðingʀ/Støðingʀ ræisti stæin þannsa æftiʀ Iarli, broður sinn.
Översättning till nusvenska:
Styding reste denna sten efter Jarle sin broder.